# You Are What You Eat
You Are What You Eat är den brittiska förlagan till det svenska TV-programmet Du är vad du äter. Programledare är Gillian McKeith och programmet är upplagt på samma sätt som det svenska, men är bara en halvtimme långt. Till skillnad från den svenska versionen undersöks dock deltagarnas avföring av programledaren. TV-serien producerades från 2004 till 2007.